# Breuil-Barret
Breuil-Barret é uma comuna francesa na região administrativa da Pays de la Loire, no departamento de Vendéia. Estende-se por uma área de 14,74 km². Em 2010 a comuna tinha 627 habitantes (densidade: 42,5 hab./km²).